# Ermita de San Juan de Amamio (Araia)
La Ermita de San Juan de Amamio (Araia) es una ermita románica del siglo XII ubicada en el despoblado de Amamio, perteneciente al concejo de Albéniz, del municipio de Aspárrena en Álava.

## Contexto
San Juan de Amamio es una ermita románica del siglo XII que se ubica en mitad de una empinada ladera, hecho que causará ciertos problemas de mantenimiento al edificio a lo largo de su historia. Se suele establecer como uno de los ejemplos de lo que sería una iglesia de aldea en los siglos del románico en Álava, puesto que, al haber sido abandonada a los pocos siglos de su creación, no hubo grandes reformas ni remodelaciones que variasen demasiado su aspecto.

## Historia
Los habitantes de Amamio abandonaron la aldea y se trasladaron a los pueblos del valle en torno al siglo XIV.En el siglo XVI no quedaría ya prácticamente nada del pueblo, pues en la visita del Licenciado Gil se cita el templo como ermita. Sin embargo, en labores de acondicionamiento recientes, al lado del muro norte de la ermita, aparecieron algunos vestigios del antiguo cementerio medieval asociado a esta aldea.

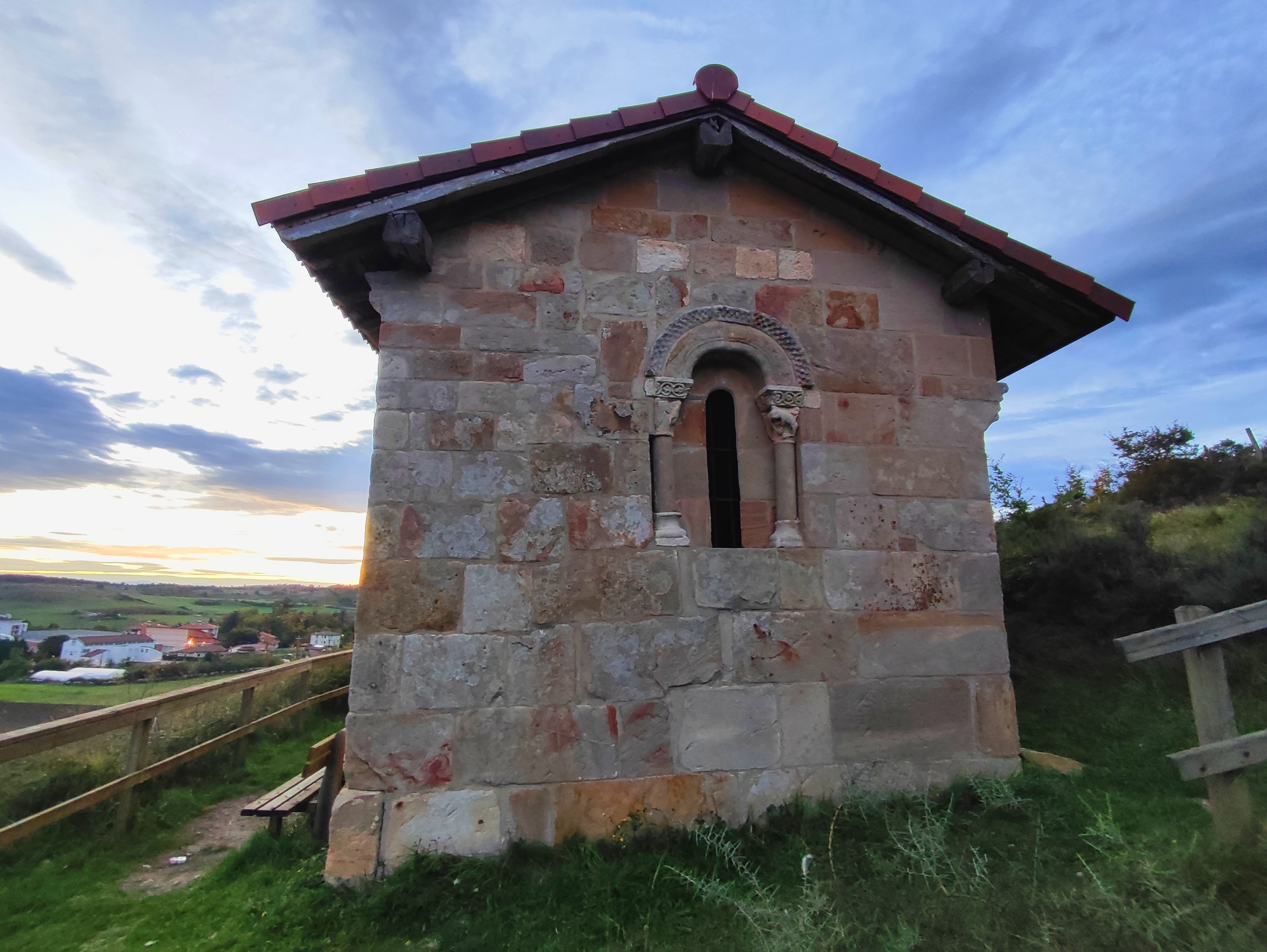
Vista lateral de la ermita

Desde que fue relegada de iglesia parroquial a ermita, los concejos de Araia y Albéniz se hicieron cargo de su custodia y mantenimiento, juntándose ambos en este enclave en la festividad de San Juan.Según cuenta la leyenda, esta tradición se remonta a la desaparición del pueblo de Amamio. Su último habitante, una mujer viuda, cedió estos terrenos de forma comunal a las localidades de Albéniz y Araia a condición de que todos los años, la víspera de San Juan, ambos pueblos acudieran al amanecer a la ermita para celebrar una misa en recuerdo de todos los habitantes del pueblo de Amamio fallecidos a causa de la peste. Parece ser que antiguamente la misa no era celebrada de manera conjunta sino por separado, primero la vecindad de Araia y luego la de Albéniz. Si alguna de las localidades dejara de asistir a la cita perdería sus derechos sobre el terreno.

## Descripción
Exterior

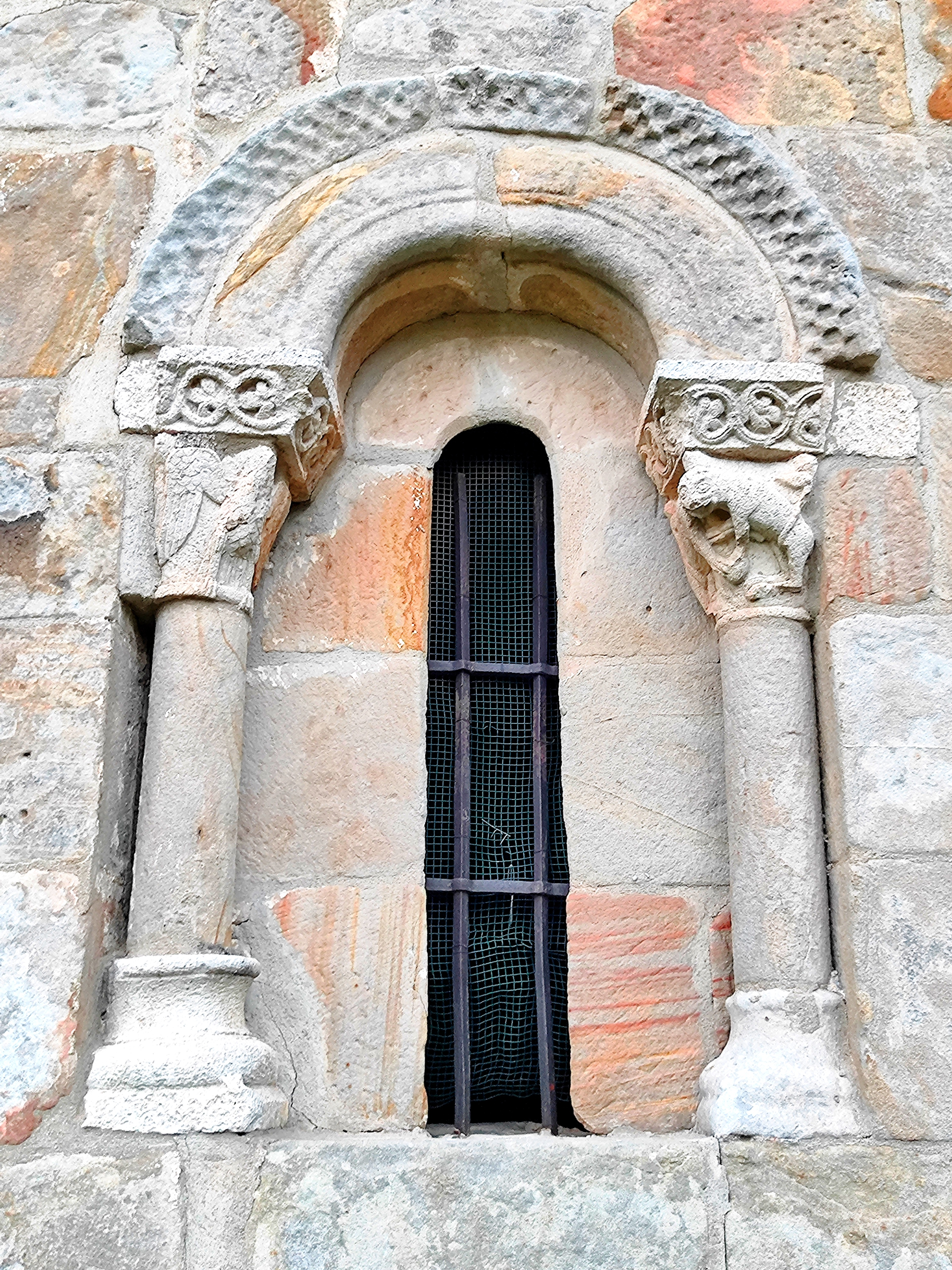
Ventana de la Ermita

Es de planta rectangular y está construida con sillares de gran calidad. Consta de una única nave de reducidas dimensiones que no ha tenido demasiadas intervenciones a lo largo del tiempo, salvo las labores de conservación pertinentes. Una de las piezas que más destacan del exterior es su ventana absidial.
Interior
Con una cubierta de bóveda de cañón, presenta una cabecera recta en el que se abre un vano abocinado. Dicho vano en su exterior está formado por un arco de medio punto moldurado y presenta motivos decorativos típicos de la época como es el ajedrezado jaqués. La ventana flanqueada por dos columnas presenta capiteles en los que se representan dos leones y un águila.
Hay una cubrición reciente algo torcida que da muestra de las presiones que sufre la ermita debido al empuje de la tierra de la montaña. El resto del templo se cierra con unas cubiertas de madera de reciente creación.